# ユーリンクス
株式会社ユーリンクスは、九州を中心とする中古車買取販売店「アラジン」(Aladdin)や浄水器「エアーズウォーター」の九州地区総代理店を運営する日本の企業である。本社は福岡県福岡市西区。

## アラジン
江頭2:50をイメージキャラクターとしており、HPから彼が出演するCMを多数見ることが出来る。

### CM
出演者
- 江頭2:50、TOGGY、村仲皆美、コンバット満

### 沿革
- 2006年7月 - 福岡県にて2店舗オープン
- 2006年8月 - 長崎県進出（大村店）
- 2006年12月 - 佐賀県進出（佐賀鍋島店）、鹿児島県進出（鹿児島中山バイパス店）
- 2007年1月 - 初の本州となる山口県進出（下関宝町店）
- 2007年4月 - 大分県進出（別府店）
- 2007年10月 - 宮崎県進出（都城店）
- 2008年1月 - 鹿児島県進出（宇宿店）
- 2008年3月6日 - この日配信の『江頭2:50のピーピーピーするぞ!』から正式にスポンサーとなる。
- 2008年10月 - 広島県進出（広島可部店）
- 2010年10月 - 『江頭2:50のピーピーピーするぞ!』のスポンサーを降板、これが主因となり同番組が一時休止した。

## 社会貢献活動
2006年から、車の買取・販売・車検・板金修理などの業務1件につき100円を積み立て、寄付と人道支援を行っている。2012年時点で、支援先は社会福祉施設「福岡子供の家」など、計7カ所にわたる。